# Pipizella maculipennis
Pipizella maculipennis är en tvåvingeart som först beskrevs av Johann Wilhelm Meigen 1822.  Pipizella maculipennis ingår i släktet rotlusblomflugor, och familjen blomflugor. Inga underarter finns listade i Catalogue of Life.